# Droisy (Haute-Savoie)
Droisy település Franciaországban, Haute-Savoie megyében. Lakosainak száma 153 fő (2022. január 1.). Droisy Clermont, Crempigny-Bonneguête, Desingy, Seyssel és Vallières-sur-Fier községekkel határos.

## Népesség
A település népességének változása:
| Lakosok száma | 160  | 164  | 167  | 159  | 156  | 154  | 153  | 151  | 153  |
|               | 2013 | 2015 | 2016 | 2017 | 2018 | 2019 | 2020 | 2021 | 2022 |